# Campeonato Mundial Juvenil de Atletismo de 2005
El Campeonato Campeonato Mundial de Atletismo Sub-18 2005 se celebró en Marrakech, Marruecos, del 13 al 17 de julio. El estadio anfitrión fue Stade Sidi Youssef Ben Ali. 

## Resultados

### Masculino
| Evento                        | Oro                                                               | Oro         | Plata                                                                           | Plata      | Bronce                                                                                     | Bronce      |
| ----------------------------- | ----------------------------------------------------------------- | ----------- | ------------------------------------------------------------------------------- | ---------- | ------------------------------------------------------------------------------------------ | ----------- |
| 100 m                         | Harry Aikines-Aryeetey Reino Unido                                | 10.35 PB    | Alexander Nelson Reino Unido                                                    | 10.36      | Keston Bledman Trinidad y Tobago                                                           | 10.55       |
| 200 m                         | Harry Aikines-Aryeetey Reino Unido                                | 20.91 WYL   | Jorge Valcárcel Cuba                                                            | 21.08 PB   | Matteo Galvan Italia                                                                       | 21.14 PB    |
| 400 m                         | Adam El-Nour Sudán                                                | 46.56 PB    | Julius Kirwa Kenia                                                              | 46.70 PB   | Bryshon Nellum Estados Unidos                                                              | 46.81 PB    |
| 800 m                         | Gilbert Keter Kipkurui Kenia                                      | 1:48.42 CR  | Jackson Kivuna Mumbwa Kenia                                                     | 1:48.57 PB | Jan Masenamela Sudáfrica                                                                   | 1:49.73 NJR |
| 1500 m                        | Belal Mansoor Ali Baréin                                          | 3:36.98     | Bader Khalil Bader Baréin                                                       | 3:43.70 PB | Abubaker Kaki Khamis Sudán                                                                 | 3:45.06 PB  |
| 3000 m                        | Abreham Cherkos Etiopía                                           | 8:00.90     | Ibrahim Jeilan Etiopía                                                          | 8:04.21 PB | Saleh Bakheet Marzooq Baréin                                                               | 8:04.78     |
| 2000 m obstáculos             | Abel Mutai Kiprop Kenia                                           | 5:24.69 WYR | Bisluke Kiplagat Kipkorir Kenia                                                 | 5:24.87 PB | Abdelghani Aït Bahmad Marruecos                                                            | 5:26.52 PB  |
| 110 metros vallas 91.4 cm     | Cordera Jenkins Estados Unidos                                    | 13.35 PB    | Ryan Brathwaite Barbados                                                        | 13.44      | Gianni Frankis Reino Unido                                                                 | 13.48 PB    |
| 400 metros vallas 84.0 cm     | Mohammed Daak Arabia Saudita                                      | 50.90 PB    | David Klech Estados Unidos                                                      | 50.90 PB   | Adel Jaber Asseri Arabia Saudita                                                           | 51.68       |
| 10 km marcha                  | Sergey Morozov Rusia                                              | 42:26.92    | Vladimir Akhmetov Rusia                                                         | 42:32.81   | Yusuke Suzuki Japón                                                                        | 42:43.22 PB |
| Relevo sueco                  | Estados Unidos Isaiah Green Devin Mays Zach Chandy Bryshon Nellum | 1:51.19 WYL | Trinidad y Tobago Kieron Anthony Keston Bledman Ade Alleyne-Forte Kervin Morgan | 1:52.51 PB | Arabia Saudita M. Hadi Hassan Mohammed Ali Al-Beshi M.H Ismail Al-Sabani Jaber Adel Asseri | 1:52.89 PB  |
| Salto de altura               | Huang Haiqiang China                                              | 2.27 CR     | Oleksandr Nartov Ucrania                                                        | 2.18       | Alex Soto España                                                                           | 2.18 PB     |
| Salto con pértiga             | Yang Yansheng China                                               | 5.25 CR     | Scott Roth Estados Unidos                                                       | 5.25 CR    | Albert Velez España                                                                        | 5.20        |
| Salto de longitud             | Chris Noffke Australia                                            | 7.97w       | Tiberiu Talnar Rumania                                                          | 7.53w      | Cleiton Sabino Brasil                                                                      | 7.49 PB     |
| Triple salto                  | Dairo Hector Fuentes Cuba                                         | 16.63 CR    | Ilya Efremov Rusia                                                              | 16.45 PB   | Zhivko Petkov Bulgaria                                                                     | 16.20       |
| Lanzamiento de peso 5 kg      | Jan Petrus Hoffman Sudáfrica                                      | 20.99 WYL   | Vladislav Tulacek República Checa                                               | 19.97      | Rosen Karamfilov Bulgaria                                                                  | 19.86       |
| Lanzamiento de disco 1.500 kg | Ali Shahrokhi Irán                                                | 61.07 PB    | Osmel Charlot Cuba                                                              | 60.17 PB   | Antonio e Silva Vital Portugal                                                             | 59.30       |
| Lanzamiento de martillo 5 kg  | Sandor Palhegyi Hungría                                           | 81.89 CR    | Artem Vynnyk Ucrania                                                            | 77.88      | Alexander Smith Reino Unido                                                                | 73.77       |
| Lanzamiento de jabalina 700g  | Noel Meyer Sudáfrica                                              | 80.52 WYL   | Roman Avramenko Ucrania                                                         | 79.22 PB   | Victor Fatecha Paraguay                                                                    | 77.21 PB    |
| Octatlón                      | Yordani Garcia Cuba                                               | 6482 WYR    | Matthias Prey Alemania                                                          | 6282 PB    | Cleiton Sabino Brasil                                                                      | 6218 PB     |

- Abdulagadir Idriss (Sudán) ganó la final de los 400 metros con vallas, pero luego fue descalificado por dopaje.[2][3]

### Femenino
| Evento                    | Oro                                                                     | Oro          | Plata                                                                | Plata      | Bronce                                                                | Bronce      |  |
| ------------------------- | ----------------------------------------------------------------------- | ------------ | -------------------------------------------------------------------- | ---------- | --------------------------------------------------------------------- | ----------- |  |
| 100 m                     | Bianca Knight Estados Unidos                                            | 11.38 WYL    | Ebony Collins Estados Unidos                                         | 11.44 PB   | Schillonie Calvert Jamaica                                            | 11.44       |  |
| 200 m                     | Aymée Martínez Cuba                                                     | 22.99 CR     | Bianca Knight Estados Unidos                                         | 23.33      | LaToya King Jamaica                                                   | 23.57 PB    |  |
| 400 m                     | Nawal El Jack Sudán                                                     | 51.19 CR, NR | Danijela Grgic Croacia                                               | 51.30 PB   | Aymée Martínez Cuba                                                   | 52.04 PBB   |  |
| 800 m                     | Teresa Flavious Kwamboka Kenia                                          | 2:07.42      | Winny Chebet Kenia                                                   | 2:08.15    | Katherine Katsanevakis Australia                                      | 2:08.35     |  |
| 1500 m                    | Sheila Kiprotich Chepkirui Kenia                                        | 4:12.29 CR   | Yuriko Kobayashi Japón                                               | 4:13.96 PB | Bizunesh Mohammed Urgesa Etiopía                                      | 4:19.34 PB  |  |
| 3000 m                    | Veronica Wanjiru Nyaruai Kenia                                          | 9:01.61 CR   | Pauline Korikwiang Chemning Kenia                                    | 9:05.42    | Hitomi Niiya Japón                                                    | 9:10.34 PB  |  |
| 2000 m obstáculos         | Korahubsh Itaa Etiopía                                                  | 6:11.83      | Lucia Kamene Muangi Kenia                                            | 6:11.90 PB | Halima Hassen Etiopía                                                 | 6:16.83 PB  |  |
| 100 metros vallas 76.2 cm | April Williams Estados Unidos                                           | 13.23 WYL    | Natasha Ruddock Jamaica                                              | 13.38      | Theresa Lewis Estados Unidos                                          | 13.39       |  |
| 400 metros vallas         | Ebony Collins Estados Unidos                                            | 55.96 CR     | Lauren Boden Australia                                               | 58.30      | Aya Miyahara Japón                                                    | 59.62       |  |
| 5 km marcha               | Tatyana Kalmykova Rusia                                                 | 22:14.47 CR  | Elmira Alembekova Rusia                                              | 22:27.17   | Xue Chai China                                                        | 22:34.28 PB |  |
| Relevo sueco              | Estados Unidos Khrystal Carter Ebony Collins Bianca Knight Brandi Cross | 2:03.93 WYL  | Australia Jessica Gulli Olivia Tauro Megan Hill Jaimee-Lee Hoebergen | 2:06.58 PB | Brasil Tatiane Ferraz Vanda Gomes Franciela Krasucki Josiane Valentim | 2:06.60 PB  |  |
| Salto de altura           | Gu Biwei China                                                          | 1.87         | Sophia Begg Australia                                                | 1.85       | Yekaterina Yevseyeva Kazajistán                                       | 1.85        |  |
| Salto con pértiga         | Ekaterini Stefanidi Grecia                                              | 4.30 CR      | Keisa Monterola Venezuela                                            | 4.30 CR    | Shuo Yu China                                                         | 4.20 PB     |  |
| Salto de longitud         | Arantxa King Bermudas                                                   | 6.39 PB      | Eloyse Lesueur Francia                                               | 6.28       | Cornelia Deiac Rumania                                                | 6.25 PB     |  |
| Triple salto              | Li Sha China                                                            | 13.81        | Kaire Leibak Estonia                                                 | 13.74 PB   | Cristina Bujin Rumania                                                | 13.23       |  |
| Lanzamiento de peso       | Simone du Toit Sudáfrica                                                | 16.33 WYL    | Bo Li China                                                          | 15.92 PB   | Dani Samuels Australia                                                | 15.53 PB    |  |
| Lanzamiento de disco      | Dani Samuels Australia                                                  | 54.09        | Simone du Toit Sudáfrica                                             | 52.10      | Kamorean Hayes Estados Unidos                                         | 49.64 PB    |  |
| Lanzamiento de martillo   | Bianca Perie Rumania                                                    | 62.27        | Anna Bulgakova Rusia                                                 | 62.05      | Dora Levai Hungría                                                    | 58.80 PB    |  |
| Lanzamiento de jabalina   | Zhang Li China                                                          | 56.66        | Vera Rebrik Ucrania                                                  | 56.16      | Yanet Cruz Cuba                                                       | 51.66       |  |
| Heptatlón                 | Tatyana Chernova Rusia                                                  | 5875 CR      | Yana Panteleyeva Rusia                                               | 5611       | Diana Rach Alemania                                                   | 5481 PB     |  |

## Medallero

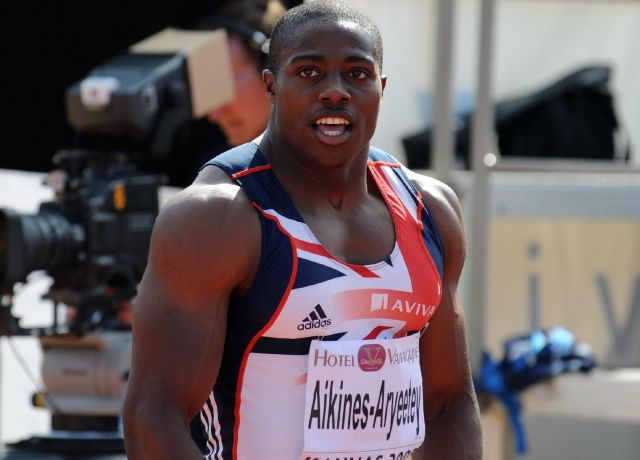
Harry Aikines-Aryeetey ganó un sprint doble para Gran Bretaña.

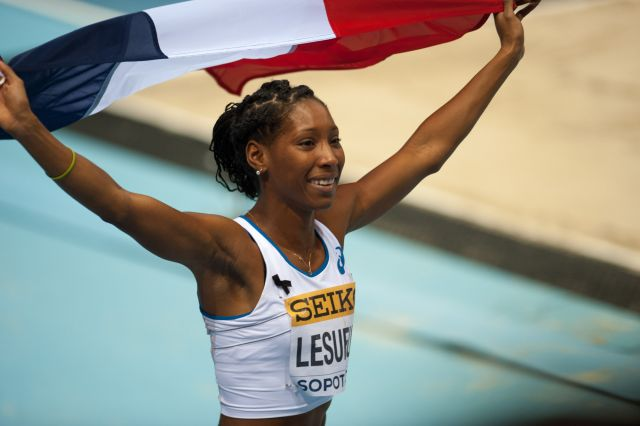
Éloyse Lesueur de Francia ganó su primera medalla importante, medalla de plata en salto de longitud, en estas competencias.

| Núm. | País                          | Oro | Plata | Bronce | Total |
| ---- | ----------------------------- | --- | ----- | ------ | ----- |
| 1    | Estados Unidos                | 6   | 3     | 4      | 13    |
| 2    | Kenia                         | 5   | 5     | 0      | 10    |
| 3    | China                         | 5   | 1     | 2      | 7     |
| 4    | Rusia                         | 3   | 5     | 0      | 8     |
| 5    | Cuba                          | 3   | 2     | 2      | 7     |
| 6    | Sudáfrica                     | 3   | 1     | 1      | 5     |
| 7    | Sudán                         | 3   | 0     | 1      | 4     |
| 8    | Australia                     | 2   | 3     | 2      | 7     |
| 8    | Reino Unido                   | 2   | 1     | 2      | 5     |
| 10   | Rumania                       | 1   | 1     | 2      | 4     |
| 11   | Baréin                        | 1   | 1     | 1      | 3     |
| 11   | Etiopía                       | 1   | 1     | 1      | 3     |
| 13   | Hungría                       | 1   | 0     | 1      | 2     |
| 14   | Bermudas                      | 1   | 0     | 0      | 1     |
| 14   | Grecia                        | 1   | 0     | 0      | 1     |
| 14   | Irán                          | 1   | 0     | 0      | 1     |
| 17   | Ucrania                       | 0   | 4     | 0      | 4     |
| 18   | Japón                         | 0   | 1     | 3      | 4     |
| 19   | Jamaica                       | 0   | 1     | 2      | 3     |
| 20   | República Democrática Alemana | 0   | 1     | 1      | 2     |
| 20   | Arabia Saudita                | 0   | 1     | 1      | 2     |
| 20   | Trinidad y Tobago             | 0   | 1     | 1      | 2     |
| 23   | Barbados                      | 0   | 1     | 0      | 1     |
| 23   | Croacia                       | 0   | 1     | 0      | 1     |
| 23   | Checoslovaquia                | 0   | 1     | 0      | 1     |
| 23   | Estonia                       | 0   | 1     | 0      | 1     |
| 23   | Francia                       | 0   | 1     | 0      | 1     |
| 23   | Venezuela                     | 0   | 1     | 0      | 1     |
| 29   | Brasil                        | 0   | 0     | 3      | 3     |
| 30   | Bulgaria                      | 0   | 0     | 2      | 2     |
| 30   | España                        | 0   | 0     | 2      | 2     |
| 32   | Italia                        | 0   | 0     | 1      | 1     |
| 32   | Kazajistán                    | 0   | 0     | 1      | 1     |
| 32   | Marruecos                     | 0   | 0     | 1      | 1     |
| 32   | Paraguay                      | 0   | 0     | 1      | 1     |
| 32   | Portugal                      | 0   | 0     | 1      | 1     |
|      | TOTAL (36 países)             | 26  | 27    | 25     | 78    |